# Magdaléna Borová

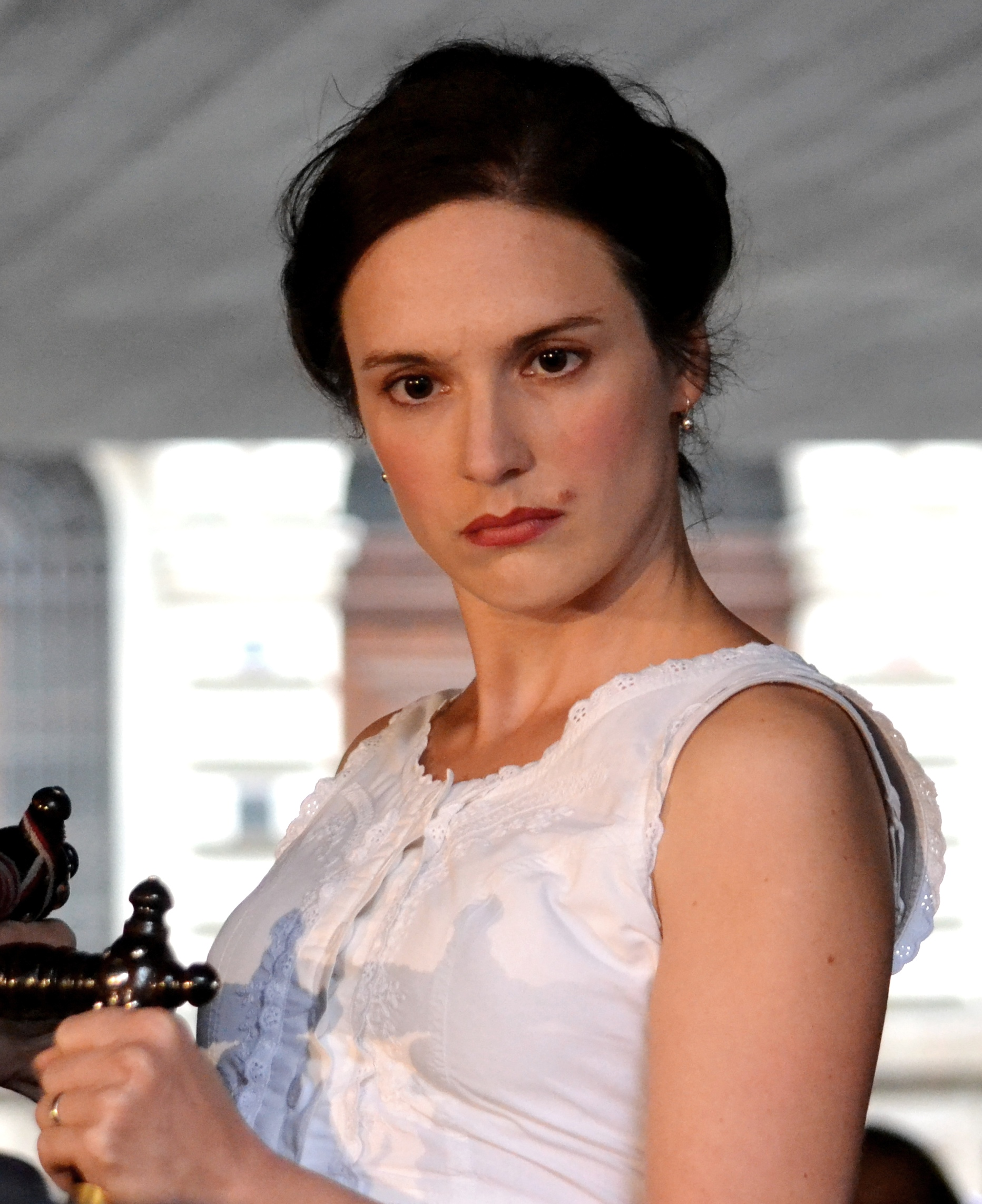
Magdaléna Borová im Jahr 2014

Magdaléna Borová (* 14. April 1981 in Frýdlant v Čechách, Tschechoslowakei) ist eine tschechische Schauspielerin.

## Leben
Magdaléna Borová wurde 1981 in Frýdlant v Čechách geboren und wuchs in Liberec auf. Sie spielte während ihrer Gymnasialzeit in einer Theatergruppe und studierte nach dem Abitur anschließend bis 2004 an der Theaterfakultät der Akademie der Musischen Künste in Prag (DAMU) Schauspiel. Sie hatte während ihres Studiums schon verschiedene Gastspiele an Prager Theatern, unter anderem am Činoherní klub (Drama Club), am Divadlo Viola (Weinstube Viola), am Divadlo Studio DVA (Studio Dva Theater) oder auch am Klicper-Theater in Hradec Králové. 2004 erhielt sie den Cena Alfréda Radoka („Alfréd-Radok-Preis“) als Talent des Jahres. Im gleichen Jahr wurde sie Ensemblemitglied am Národní divadlo (Nationaltheater) und debütierte in Bertolt Brechts Stück Der gute Mensch von Sezuan. Seitdem spielt sie am Nationaltheater und war in vielen Rollen zu sehen.
Neben ihrer Arbeit am Theater ist Magdaléna Borová auch als Filmschauspielerin tätig. Für ihre Hauptrolle in dem Film Shadow Country (Originaltitel Krajina ve stínu) von 2020 wurde sie im darauffolgenden Jahr mit dem Český lev („Böhmischer Löwe“) als Beste Hauptdarstellerin ausgezeichnet.
Borová ist mit dem Schauspieler Miloslav König verheiratet.

## Filmografie
- 2016: I, Olga (Já, Olga Hepnarová)
- 2020: Charlatan (Šarlatán)
- 2020: Shadow Country (Krajina ve stínu)
- 2024: Trockenzeit (Sucho)

## Auszeichnungen
- 2021: Český lev – Beste Hauptdarstellerin (in dem Film Krajina ve stínu)[4]